# パイスラッシュ
パイスラッシュ（パイスラ、π/）は、着衣した女性の胸が自動車のシートベルトやクロスボディのハンドバッグ等によって斜めに二分され、乳房が強調された状態を指す日本の俗語である。「π/」の表記は、日本語で乳房を表す「パイ」がギリシャ文字「π」の日本での読み方と一致することにちなむ。

## 沿革
古くは2006年5月31日、一人のオタクが自らの「大好物」と称する「肩掛けカバンをたすき掛けにして強調されたムネ」に決まった名称がないので「π/」と命名した、という記録がある。このネーミングセンスについて「目から鱗。上手いこと喩えますね」と評価する肯定的な報道もある一方、「どーしょーもないおっぱいフェチの妄想的単語」という否定的な意見を述べるライターもいる。
2006年11月3日、パイスラッシュを題材にした同人誌の即売会（いわゆるオンリーイベント）「π／」が開催される。
2010年11月3日、「π／2」が開催される。
2012年6月28日、大根篤徳の写真集『ぱいすら女子』（グライドメディア。ISBN 978-4-81302188-9）、出版される。
2012年9月20日、青山裕企による写真集『パイスラッシュ ―現代フェティシズム分析―』が発行される。青山は『週刊ポスト』の取材に対し「露出のない胸のフォルムを強調するパイスラッシュという現象こそ、フェティシズムの極意でしょう」と語った。ライターのたまごまごは「パイスラッシュに人が惹かれるのは、露出が全くないのに胸の形を想像させる、イメージの刺激に原因がある。加えて、フェティッシュだと気づいていないという、無防備のフェティッシュでもある。この本は写真集というよりも究極のパイスラッシュとはなんなのかを研究する研究書である」という趣旨のコメントを残した。
2012年11月3日、「π／３」が開催される。
2014年3月13日、リイカよりAndroid用アプリ「パイスラッシュ!」がリリースされる。画面に表示される女の子のシルエットから胸の谷間を推測し、谷間と思われる場所に指で斜線を引く、それが正解のスラッシュラインに近いほど高得点が得られるというもの。リイカは、「泥だんご」や「毎日のゴーヤ」など、変わった作風のゲームを提供することで知られる。
2014年4月24日、同社より「パイスラッシュG」がリリースされる。

## その他
- 「パイスラッシュはキモ男のおかず」だからやめた方がいい、「不気味だし、怖いからこれからは気を付ける」という女性たちの声を伝える報道もある[5]。
- 台湾では「U/U」の表記もある[14][15]。
- ジャンプNEXT/2012WINTERに掲載された『SKET DANCE』の番外編4コマ漫画では、佐倉実らゲスリング部の部員たちが、斜めがけの鞄のベルトで胸が分断された状態に名前をつけるとしたら何がいいかを議論する様子が描かれている。作中では「パイスラッシュ」という名称は登場せず、まだ名前がないものとして扱われている。
- 2017年4月17日に放送された『おぎやはぎの「ブス」テレビ』 の収録中、磯山さやかのパイスラッシュにおぎやはぎの2人が発情した[16]。

パイスラッシュのいろいろ
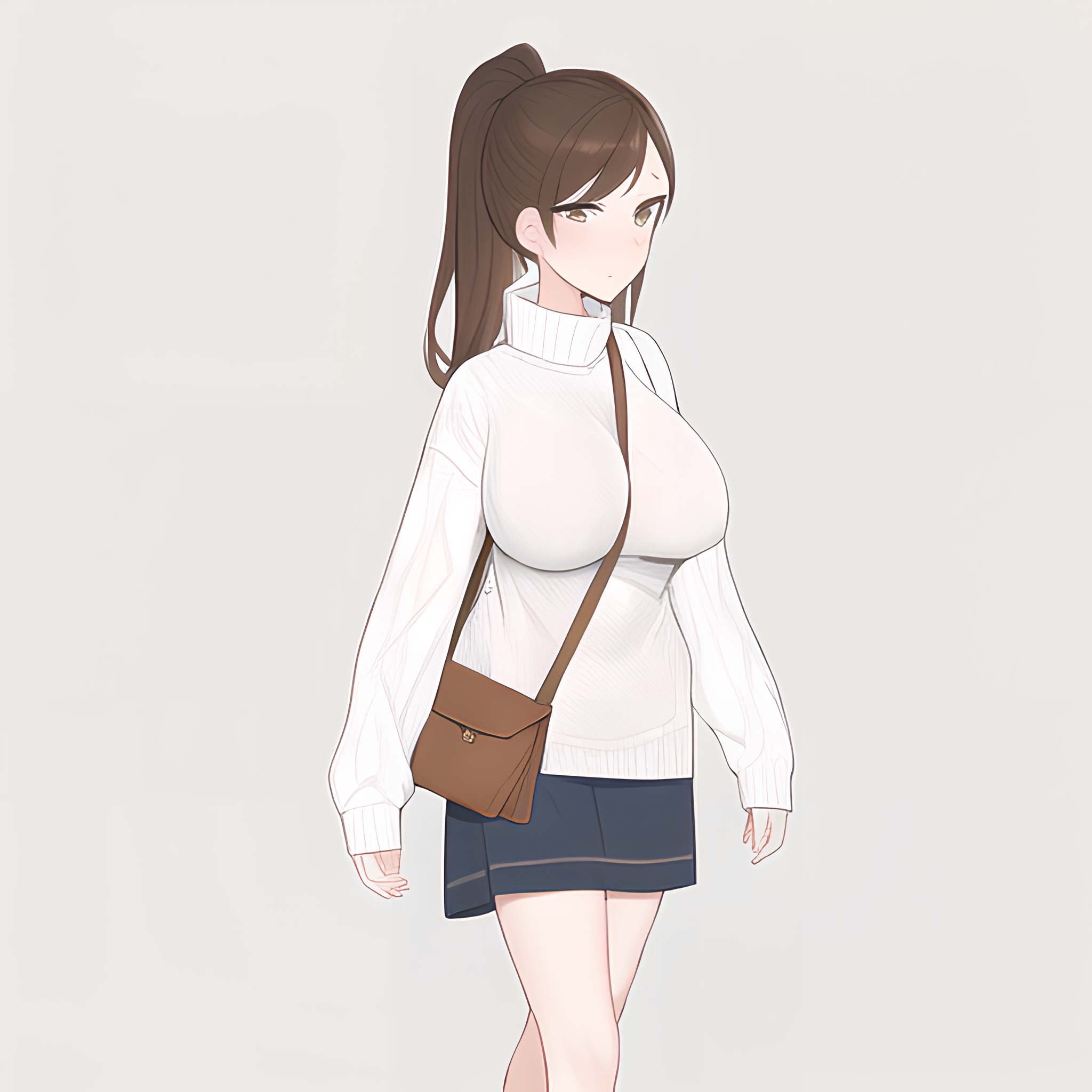
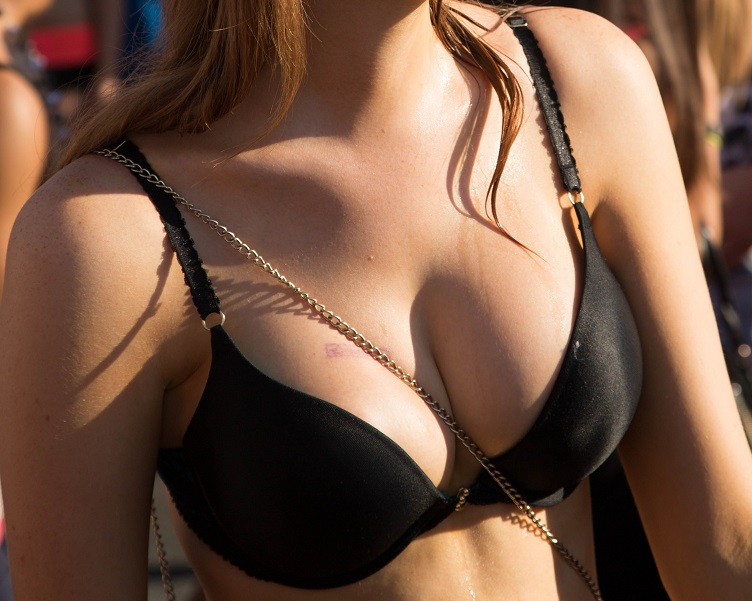
ビキニブラとチェーンによるパイスラッシュ
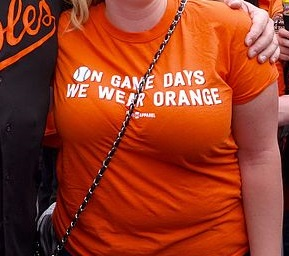
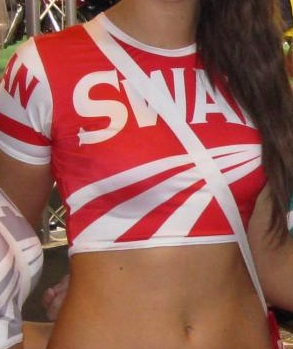
いわゆるバックスラッシュのような向きになった例

## 関連書籍
- Herman Chen, Mark Jan, Kevin Wang 『π slash 無法停止凝視的胴體』(Sharp Point Press、2013年。 ISBN 9789571052540, OCLC 871047398)
- 青山裕企『パイスラッシュ ―現代フェティシズム分析―』(エンターブレイン、2012年9月20日。ISBN 978-4-04728231-5)
- 大根篤徳『ぱいすら女子』(グライドメディア、2012年6月28日。ISBN 978-4-81302188-9)